# Adeline Masquelier
Adeline Marie Masquelier (geboren 1960) ist eine französisch-US-amerikanische Anthropologin mit dem Schwerpunkt Afrika.

## Biografie
Adeline Masquelier stammt aus Lyon. Sie erhielt das Baccalauréat in Biologie und Physik 1978 mit Auszeichnung am Lycée Saint-Marc de Lyon, Frankreich. 1980 erlangte sie einen Bachelor in Zoologie an der University of North Carolina at Chapel Hill. 1993 schloss Adeline Masquelier mit einem Master in Anthropologie die Southern Illinois University Carbondale ab. Sie erhielt ihren Ph.D. 1993 an der University of Chicago, wo sie bei der prominenten Afrikanistin und Anthropologin Jean Comaroff studierte. 1993 wurde sie Gastassistenzprofessorin für Anthropologie an der University of Notre Dame in Indiana und im gleichen Jahr Assistenzprofessorin am Department für Anthropologie an der Tulane University in New Orleans, Louisiana. 1999 wurde Adelina Masquelier außerordentliche Professorin am Department für Anthropologie der Tulane University und 2008 dortselbst Professorin für Anthropologie.
Adeline Masquelier arbeitete mit Stipendien verschiedener nichtuniversitärer Organisationen, unter anderem National Institute of Mental Health, National Science Foundation, Wenner-Gren Foundation for Anthropological Research, American Council of Learned Societies, National Endowment for the Humanities und Afrika-Studiecentrum, Leiden/Centre d’Étude d’Afrique noire, Bordeaux. Universitäre Stipendien erhielt sie von den Institutionen Southern Illinois University, University of Chicago, Tulane University, Tulane Lilly Endowment Teaching, Tulane University Newcomb Foundation, William L. Duren Jr. ‘26 Professorship zusammen mit Steven Pierce, Barbara Greenbaum Newcomb und Georges Lurcy Fund.
2005 wurde Adeline Masquelier mit dem Provost’s Award for Research and Scholarly Excellence ausgezeichnet. 2007 erhielt sie den Tulane Research Enhancement Fund Award, Phase II.
Sie betrieb Feldstudien bei den Bewohnern des ländlichen Niger in der mehrheitlich von Hausa bewohnten Stadt Dogondoutchi. Ihre Forschung richtete sich unter anderem auf Besessenheit, reformierten Islam, religiöse Praktiken des Bori, Zwillinge, Hexerei, Magersucht, medizinische Anthropologie und soziale Geschlechtseigenschaften. 2016 erforschte sie die islamische Bewegung Izala in Niger, insbesondere Erscheinungen wie Brautgeld, Gottesdienste und Kleidung.

## Werke
Bücher
- Prayer Has Spoiled Everything. Possession, Power, and Identity in an Islamic Town of Niger. Duke University Press, Durham 2001, ISBN 978-0-8223-2639-7 (englisch).
- Dirt, Undress, and Difference: Critical Perspectives on the Body’s Surface. Indiana University Press, Bloomington, Indiana 2005, ISBN 978-0-253-21783-7 (englisch).
- Women and Islamic Revival in a West African Town. Indiana University Press, Bloomington, Indiana 2009, ISBN 978-0-253-21513-0 (englisch).
- Bori: Healers of the Soul. Five Continents Editions, Mailand 2011, ISBN 978-88-7439-565-1 (englisch).

Artikel
- Encounter with a Road Siren: Machines, Bodies, and Commodities in the Imagination of a Mawri Healer. In: Visual Anthropology Review. Band 8, Nr. 1, 1992, S. 56–69, doi:10.1525/var.1992.8.1.56 (englisch).
- Lightning, Death, and the Avenging Spirits: Bori Values in a Muslim World. In: Journal of Religion in Africa. Band 24, Nr. 1, 1994, ISSN 0022-4200, S. 2–51, doi:10.1163/157006694X00020 (englisch).
- Consumption, Prostitution, and Reproduction: The Poetics and Power of Sweetness in  Bori. In: American Ethnologist. Band 22, Nr. 4, 1995, S. 883–906, doi:10.1525/ae.1995.22.4.02a00120 (englisch).
- Vectors of Witchcraft: Object Transactions and the Materialization of Memory in Niger. In: Anthropological Quarterly. Band 70, Nr. 4, 1997, S. 187–198, doi:10.2307/3317225 (englisch).
- Some Further Thoughts on Knowledge, Practice, and Morality. In: Cultural Dynamics. Band 9, Nr. 2, 1997, S. 195–201, doi:10.1177/092137409700900206 (englisch).
- Of Headhunters and Cannibals: Migrancy, Labor, and Consumption in the Mawri Imagination. In: Cultural Anthropology. Band 15, Nr. 1, 2000, S. 84–126, doi:10.1525/can.2000.15.1.84 (englisch).
- Behind the Dispensary’s Prosperous Facade: Imagining the State in Rural Niger. In: Public Culture. Band 13, Nr. 2, 2001, S. 267–291 (englisch, Project MUSE).
- The Powers, Problems, and Paradoxes of Twinship in Niger. In: Ethnology. Band 40, Nr. 1, 2001, S. 45–62, doi:10.2307/3773888 (englisch).
- Road Mythographies: Space, Mobility, and the Historical Imagination in Postcolonial Niger. In: American Ethnologist. Band 29, Nr. 4, 2002, S. 829–56, doi:10.1525/ae.2002.29.4.829 (englisch).
- From Hostage to Host: Confessions of a Spirit Medium in Niger. In: Ethos. Band 30, Nr. 1, 2002, S. 49–76, doi:10.1525/eth.2002.30.1-2.49 (englisch).
- The Scorpion’s Sting: Youth, Marriage, and the Struggle for Social Maturity in Niger. In: Journal of the Royal Anthropological Institute. Band 11, Nr. 1, 2005, doi:10.1111/j.1467-9655.2005.00226.x (englisch).
- Why Katrina’s Victims Aren’t Refugees: Musings on a “Dirty” Word. In: American Anthropologist. Band 108, Nr. 4, 2006, S. 735–743, doi:10.1525/aa.2006.108.4.735 (englisch).
- When Female Spirits Start Veiling: The Case of the Veiled She-Devil in a Muslim Town of Niger. In: Africa Today. Band 54, Nr. 1, 2008, S. 39–64 (englisch).
- Witchcraft, Blood-Sucking Spirits, and the Demonization of Islam in Dogondoutchi. In: Cahiers d’Études Africaines. Band 48, 2008, S. 131–160, doi:10.2307/40379913 (englisch).